# Сосцевидные тела

Сосцевидные тела (обозначены красным)

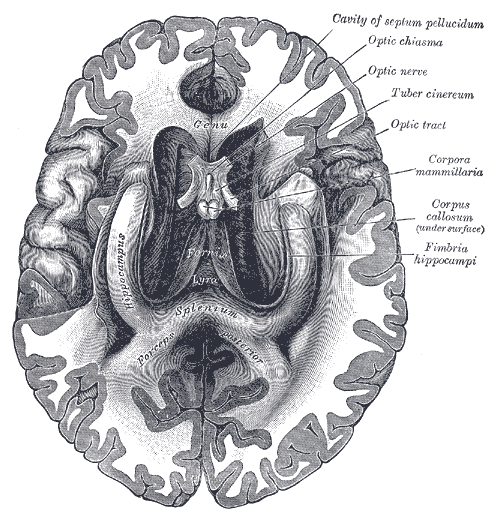
Сосцевидные тела (corpora mamillaria)

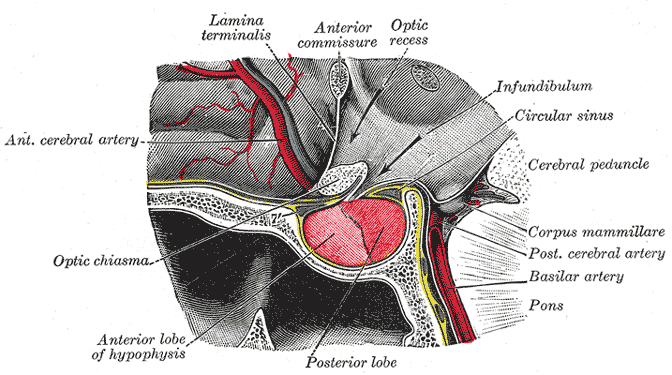
Сосцевидные тела на сагиттальном срезе мозга в районе гипофиза

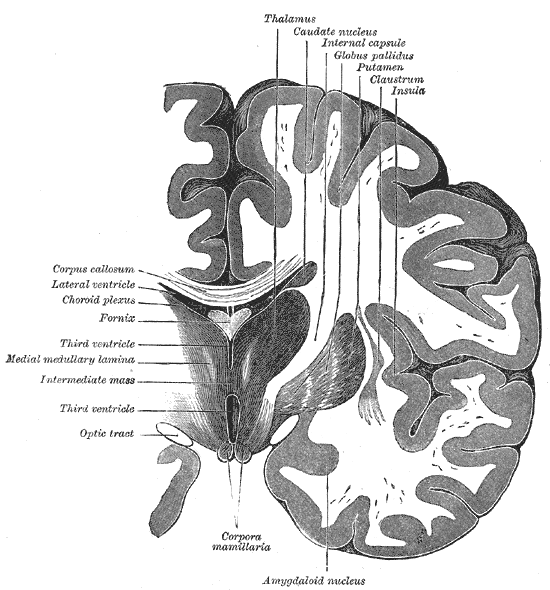
Сосцевидные тела на коронарном срезе мозга через внутреннюю область третьего желудочка (corpora mamillaria)

Сосцевидные тела (лат. corpora mamillaria) — два маленьких округлых образования, лежащие впереди от заднего продырявленного вещества и сзади от серого бугра, в основании гипоталамуса непосредственно за гипофизом.
Они относятся к лимбической системе. Под поверхностным слоем белого вещества внутри каждого из сосцевидных тел находится по два (медиальное и латеральное) серых ядра. Сосцевидные тела являются подкорковым центром обоняния. Они, наряду с передним и медиальным ядрами таламуса, принимают участие в формировании памяти. Также считается, что сосцевидные тела вовлечены в контроль эмоционального и сексуального поведения.
Повреждение сосцевидных тел из-за дефицита витамина В1 может вызвать синдром Гайе — Вернике.